# Josh Green
Josh Green – amerykański aktor, okazjonalnie kompozytor muzyki filmowej.
W roku 1973 wystąpił w pierwszej, młodzieńczej roli, jako Danny w horrorze Sweet Kill, reżyserowanym przez późniejszego laureata Oscara Curtisa Hansona. Dwadzieścia pięć lat później, w 1998 roku, pojawił się w jednej z głównych ról, jako Robert "Tank" Winsley, w horrorze Davida DeCoteau Władca lalek VI: Przekleństwo władcy lalek (ang. Curse of the Puppet Master). Filmowe materiały archiwalne z udziałem Greena wykorzystane zostały także w roku 2004, w przeznaczonym wyłącznie do użytku domowego sequelu pt. Władca lalek – spuścizna (Puppet Master: The Legacy). Aktor wystąpił następnie gościnnie w serialach telewizyjnych Malibu, CA (1998) oraz Ich pięcioro (Party of Five, 1999). W roku 2000 otrzymał jedną z głównych ról w fantastycznonaukowym horrorze Gary'ego Jonesa Pająki, w którym zagrał Johna Murphy'ego. Rolę Murphy'ego powtórzył następnie w 2001 roku w filmie akcji Ringo Lama Replikant, którego gwiazdorem był Jean-Claude Van Damme – Green i dwaj inni aktorzy Pająków, Lana Parrilla i Nick Swarts, pojawili się w występach cameo w rolach, które odegrali u Jonesa. W roku 2001 pojawił się także w jednej z ról w krótkometrażowej komedii That 70's Matrix, do której skomponował również muzykę. Wystąpił w roli szeregowca Ellisa w dramacie wojennym Michaela Baya Pearl Harbor.